# کاردتو
کاردتو (به ایتالیایی: Cardeto) یک کومونه در ایتالیا است که در استان رجو کالابریا واقع شده‌است.

## خصوصیات
کاردتو ۳۶٫۳ کیلومترمربع مساحت و ۲٬۱۹۵ نفر جمعیت دارد و ۷۵۰ متر بالاتر از سطح دریا واقع شده‌است.